# Agustín Canapino
Agustín Hugo Canapino (Arrecifes, Provincia de Buenos Aires; 19 de enero de 1990) es un piloto de automovilismo argentino. Es reconocido como uno de los mejores pilotos del automovilismo argentino por su gran palmarés en turismos. En su carrera deportiva, ha obtenido cuatro títulos en Turismo Carretera, siete en Top Race V6 y dos en Súper TC 2000. En 2023 debutó como piloto de IndyCar Series con el equipo Juncos Hollinger Racing, donde se mantuvo hasta agosto de 2024.
Tras lograr el título de la Copa Mégane Argentina, debutó en TC Pista en 2008 con el objetivo de ascender al Turismo Carretera, lo que obtuvo tras ganar el título. Al año siguiente, 2009, debutaría en el Turismo Carretera y lograría el campeonato al año siguiente siendo el campeón más joven de la especialidad, al haber logrado su título con 20 años de edad. Tras esto, lograría tres títulos consecutivos en 2017, 2018 y 2019.
En Top Race V6, ha ganado los campeonatos consecutivos de 2010-2014 y 2016-2017 junto al equipo Sportteam, mientras que en Súper TC 2000 fue campeón en 2016 y 2021 junto al equipo Chevrolet YPF.

## Carrera deportiva

### Inicios
Nacido en la localidad de Arrecifes (Buenos Aires), díficilmente la vida de Agustín iba a desligarse del automovilismo, ya que su ciudad natal, además de ser una ciudad donde la actividad es muy difundida, es considerada la "Cuna de Campeones" en la jerga automovilística. De hecho, grandes campeones nacieron en esa localidad, como ser Luis Rubén Di Palma, José Froilán González, Norberto Fontana, entre otros. Sin embargo, a pesar de que su padre era uno de los preparadores de automóviles de mayor prestigio en la República Argentina, este nunca se interesó en que su hijo corra, ya que no le veía futuro en la disciplina. Cansado de no ser tenido en cuenta, Agustín visitó a uno de sus más ilustres vecinos: El piloto Marcos Di Palma. Luego de una larga charla, Di Palma consiguió convencer a Alberto Canapino para hacer que Agustín pruebe un coche de carreras. Solamente con juegos de simulación cargados en su memoria, y sin experiencia previa (ni siquiera habiendo manejado automóviles de calle), Agustín consiguió convencer a todos a bordo de un Renault Megane preparado para competiciones. Fue así que llegó el día de su debut en el automovilismo, en 2005 en la Copa Mégane, a bordo de una unidad similar preparada por Claudio Pfening, siendo el piloto más joven en debutar en esa categoría con 15 años.

### Primer título y ascenso

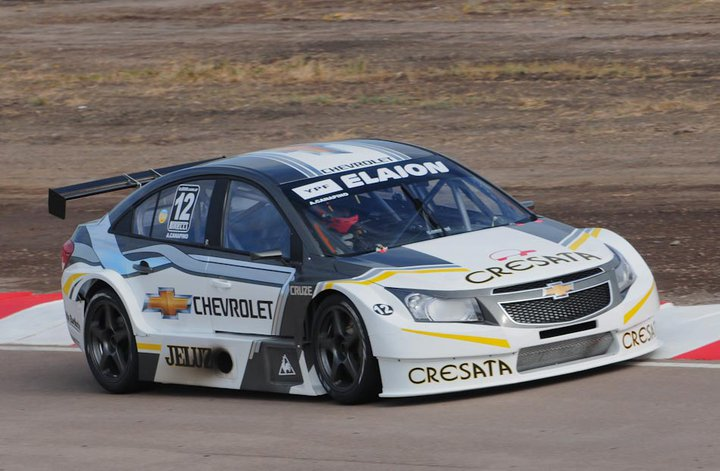
Chevrolet Cruze de Agustín del año 2011 (TC2000).

Pero este solo era el comienzo de un meteórico ascenso por parte de este joven, quien en 2007 obtuvo el título de campeón en la categoría promocional. Este campeonato, fue su presentación al mundo automovilístico, al cual se vincularía fuertemente en 2008. Pero antes de ello, en 2007, Canapino debutó en TC 2000 con el equipo DTA Power Tools, a bordo de un Chevrolet Astra y en reemplazo de Fabián Yannantuoni, por una competencia. Luego de esto, en 2008 llegó el debut en el automovilismo grande de la Argentina, al subirse a un Chevrolet Chevy del equipo HAZ Racing Team, en el TC Pista. Sorpresivamente, en el año de su debut, Canapino logró coronarse campeón de TC Pista, con tan solo 18 años y batiendo el récord de edad, al ser el piloto más joven en consagrarse campeón de la especialidad. En esta categoría, enfrentó y derrotó a un piloto con quién trabó una gran amistad, al punto tal de destacarse casi a la par en los años siguientes: Guido Falaschi. Pero su actividad no se quedaría ahí, ya que este mismo año, participó en dos especialidades más: En el TC 2000, compitió nuevamente en el equipo DTA con un Chevrolet Astra, participando en 10 competencias y finalizando el año en el Top 10 general, con un podio en la carrera de Resistencia en su haber. También, en el mismo año y a raíz de un accidente automovilístico que sufriera el piloto Ariel Pacho, debutó en el Top Race, a bordo de un Peugeot 407 que manejara el piloto de Comodoro Rivadavia. A su palmarés, se sumaron dos victorias finales en esta categoría.

### Debut y primer título en Turismo Carretera

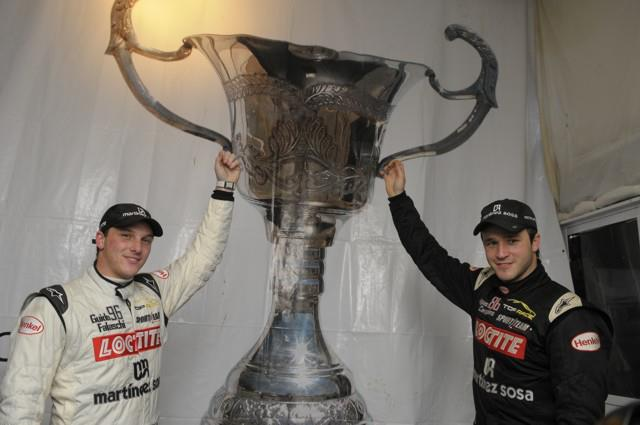
Canapino a la derecha de Guido Falaschi, campeones del TRV6 en 2010.

En 2009, se produjo su debut en el Turismo Carretera, categoría en la que debutó a bordo de un Chevrolet Chevy atendido por el Dole Racing, marca con la cual identificaría la mitad de su desarrollo deportivo. Su debut fue uno de los más comentados en el automovilismo, ya que con tan solo 19 años y siendo su primera carrera, se dio el lujo de arrebatarle el tercer escalón del podio, nada más ni nada menos que al campeón reinante Guillermo Ortelli. La acción se dio en una maniobra arriesgada, en la cual el joven piloto encaró al campeón de igual a igual, siendo vencedor de la misma y felicitado por su adversario al finalizar la carrera. Y no solo eso, ya que en su primer año en la categoría, accedió al privilegiado grupo de pilotos que disputarían la Copa de Oro Río Uruguay Seguros, que finalmente ganara Emanuel Moriatis. En paralelo a ello, nuevamente incursionó en el Top Race, donde ahora cambió de marca al subirse a un Mercedes-Benz Clase C, la segunda marca de su carrera deportiva. Ese mismo año, fue invitado por el Equipo Honda Petrobrás de TC 2000, para formar dupla con Leonel Pernía en la Copa Endurance Series.
En el Top Race, nuevamente haría gala de sus cualidades conductivas en 2010, cuando en el primer semestre del mismo año, se disputó el Torneo Inaugural Copa América 2010. En el mismo, nuevamente enfrentó a su camarada Guido Falaschi, con quien por primera vez se hallaba formando equipo, bajo la estructura del Sport Team. En una definición que se estiró a la última fecha, Canapino perdió el título en manos de su amigo, pero una vez más ambos pilotos volverían a destacarse como grupo humano en la pista.

Ese año 2010, fue uno de los mejores para Canapino, ya que al hecho de haber peleado la Copa América 2010 de Top Race, se le suma también el título de Campeón Argentino de Turismo Carretera, logro que obtuvo al ganar la Copa de Oro "Río Uruguay Seguros", instaurada por la Asociación Corredores de Turismo Carretera, para definir al campeón de TC y la obtención del Torneo Clausura 2010 de Top Race, el cual le fue adjudicado a merced de la decisión de la categoría de reemplazar la temporada 2010-2011, dando por finalizada la temporada 2010 y creando el campeonato 2011. En este minitorneo, Canapino fue acreedor de un récord impensado al ganar cinco de las seis carreras disputadas en ese certamen.

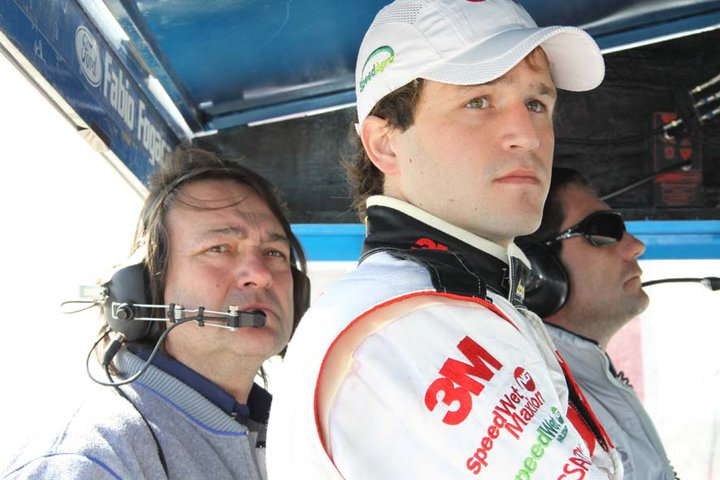
Agustín junto a su padre Alberto en el box del equipo, en 2010.

En 2010, Agustín Canapino se consagró campeón argentino del Turismo Carretera, al ser acreedor de la Copa de Oro "Río Uruguay Seguros", que definía al Campeón de la categoría. El título lo obtuvo luego de vencer en la última fecha del calendario, corrida en el Autódromo Oscar y Juan Gálvez de la Ciudad de Buenos Aires. Curiosamente, el título lo obtuvo por un default reglamentario de parte de su rival de turno Mariano Werner, quien si bien obtuvo más puntos que Canapino en esta fase, no se consagró campeón a causa de no haber obtenido una victoria en carrera final, requisito obligatorio para consagrarse.
Ambos pilotos (Canapino y Werner) llegaron a la carrera decisiva en los dos primeros lugares de los denominados Play Off del Turismo Carretera. Sin embargo, ninguno había obtenido una victoria final a lo largo del año, por lo que si ambos sufrían una deserción, el campeón hubiera sido Matías Rossi que marchaba tercero con tres victorias a su favor. El duelo entre ambos pilotos, también fue sinónimo del duelo Chevrolet-Ford, marcas a las que representan Canapino y Werner respectivamente. La carrera final, fue un mano a mano parejo, hasta que el dominio de Canapino se consolidó hasta bajada la bandera a cuadros. Esta victoria terminó dándole el título de campeón y el récord de ser el piloto más joven en ganar un campeonato de TC, con 20 años, 10 meses y 9 días.

### Participaciones en el exterior

#### Stock Car Brasil e IMSA
En 2018 y 2019, Canapino corrió en tres carreras de Stock Car Brasil al volante de un Chevrolet Cruze II. También compitió en dos carreras de la clase DPi de WeatherTech SportsCar Championship 2019: las 24 Horas de Daytona y las 12 Horas de Sebring con el equipo Juncos Racing, del argentino Ricardo Juncos.

#### IndyCar Series

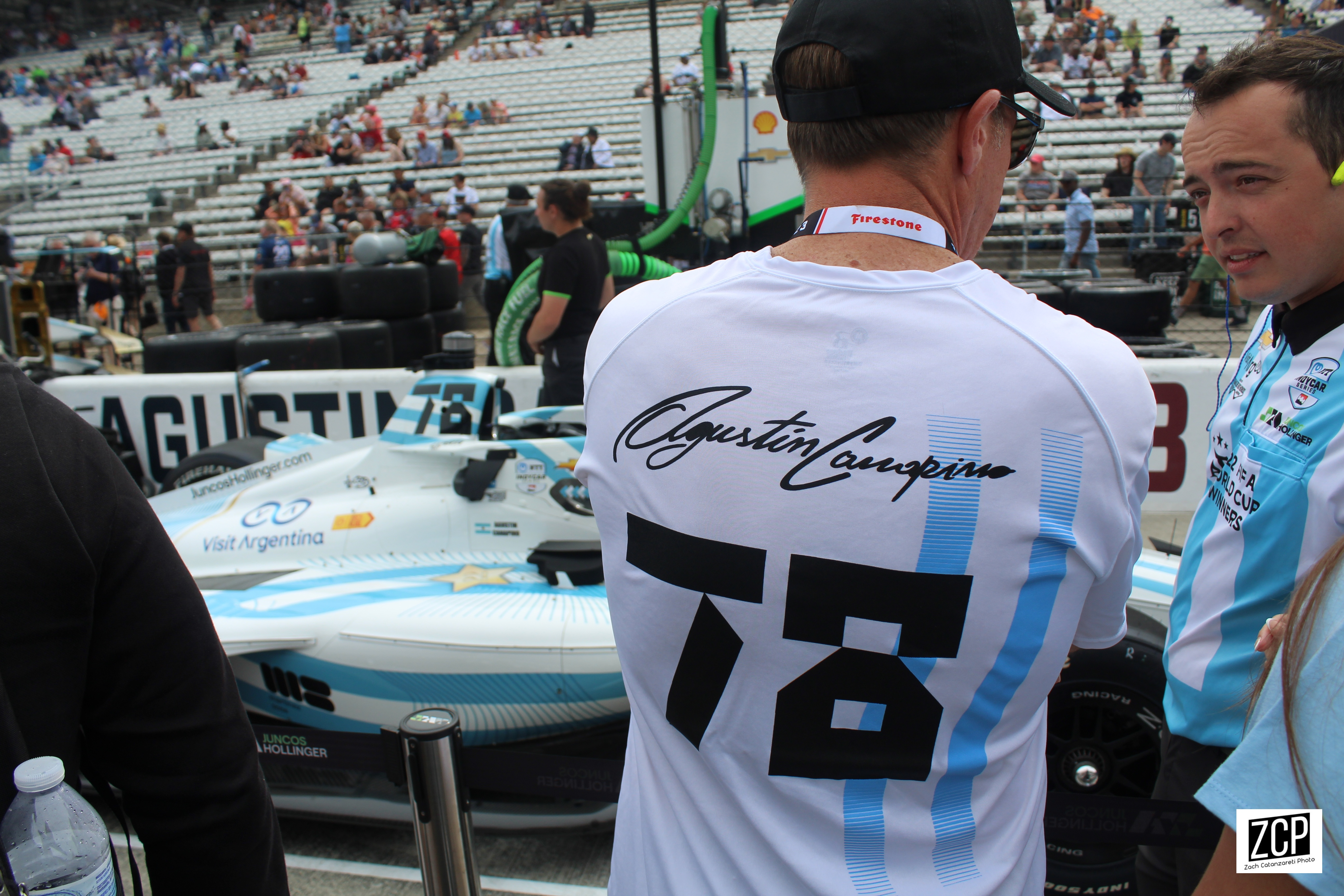
En las 500 Millas de Indianápolis de 2023, Juncos Hollinger Racing utilizó una decoración especial en el Dallara IR18 de Canapino en homenaje a la obtención de la Copa Mundial de Fútbol de 2022 por parte de la selección Argentina de fútbol.

En octubre de 2022, el arrecifeño participó en unas pruebas privadas de IndyCar Series en Sebring al mando del Dallara IR18 del equipo Juncos Hollinger Racing. En dicha prueba logró el quinto mejor tiempo. Un mes después realizó dos exhibiciones con dicho monoplaza en Buenos Aires y en Termas de Río Hondo.
En enero de 2023, se anunció la participación de Canapino en la temporada completa de IndyCar Series 2023 junto a Juncos Hollinger Racing, como compañero del británico Callum Ilott.

## Vida personal
Entre sus relaciones personales, es reconocido por ser hijo del chasista de automóviles de competición, Alberto Canapino, preparador de vehículos que obtuviera varios títulos como chasista con el propio Agustín y otros pilotos en diversas categorías del automovilismo argentino. Su hermano menor, Matías, también es piloto de automovilismo.

## Resumen de carrera
| Temporada | Categoría                                | Equipo                         | Automóviles          | Carreras     | Victorias    | Poles        | VR           | Podios       | Puntos       | Pos.         |
| --------- | ---------------------------------------- | ------------------------------ | -------------------- | ------------ | ------------ | ------------ | ------------ | ------------ | ------------ | ------------ |
| 2005      | Copa Mégane Argentina                    | Pfening Competición            | Renault Mégane       | ?            | ?            | ?            | ?            | ?            | ?            | ?            |
| 2006      | Copa Mégane Argentina                    | Pfening Competición            | Renault Mégane       | 14           | 3            | 2            | 2            | 4            | 108          | 3.º          |
| 2007      | Copa Mégane Argentina                    | Pfening Competición            | Renault Mégane       | 12           | 6            | 3            | 3            | 9            | 190          | 1.º          |
| 2007      | Turismo Competición 2000                 | DTA Power Tools                | Chevrolet Astra      | 1            | 0            | 0            | 0            | 0            | 0            | 47.º         |
| 2008      | TC Pista                                 | HAZ Racing Team                | Chevrolet Chevy      | 16           | 2            | 3            | 1            | 6            | 203.5        | 1.º          |
| 2008      | Turismo Competición 2000                 | DTA Power Tools                | Chevrolet Astra      | 14           | 0            | 0            | 0            | 0            | 10           | 17.º         |
| 2008      | Top Race V6                              | Diablos Rojos Motorsport       | Peugeot 407          | 7            | 2            | 1            | 1            | 3            | 112          | 11.º         |
| 2008      | Top Race V6                              | Sportteam                      | Mercedes-Benz C-203  | 3            | 0            | 0            | 0            | 1            | 112          | 11.º         |
| 2009      | Turismo Carretera                        | Dole Racing                    | Chevrolet Chevy      | 16           | 0            | 0            | 0            | 2            | 138          | 11.º         |
| 2009      | Turismo Competición 2000                 | Equipo Petrobras               | Honda New Civic      | 3            | 0            | 0            | 0            | 1            | 0            | Inv.         |
| 2009      | Copa Endurance Series de TC 2000         | Equipo Petrobras               | Honda New Civic      | 3            | 0            | 0            | 0            | 1            | 32           | 4.º          |
| 2009      | Top Race V6                              | Sportteam                      | Mercedes-Benz C-203  | 13           | 0            | 0            | 0            | 1            | 23           | 9.º          |
| 2010      | Turismo Carretera                        | 3M JP Racing                   | Chevrolet Chevy      | 11           | 0            | 0            | 0            | 2            | 315.5        | 1.º          |
| 2010      | Turismo Carretera                        | 3M Canapino Sports             | Chevrolet Chevy      | 5            | 1            | 0            | 0            | 2            | 315.5        | 1.º          |
| 2010      | Copa Endurance Series de TC 2000         | Toyota Team Argentina          | Toyota Corolla E150  | 1            | 0            | 0            | 0            | 1            | 0            | Inv.         |
| 2010      | Top Race V6 Copa América                 | Sportteam                      | Mercedes-Benz C-203  | 6            | 0            | 1            | 1            | 2            | 95           | 3.º          |
| 2010      | Top Race V6 Torneo Clausura              | Sportteam                      | Mercedes-Benz C-203  | 6            | 5            | 6            | ?            | 5            | 138          | 1.º          |
| 2011      | Turismo Carretera                        | 3M Racing                      | Chevrolet Chevy      | 11           | 1            | 0            | 0            | 1            | 96.5         | 24.º         |
| 2011      | Turismo Competición 2000                 | Equipo Oficial Chevrolet       | Chevrolet Vectra III | 2            | 0            | 0            | 0            | 0            | 151          | 4.º          |
| 2011      | Turismo Competición 2000                 | Equipo Oficial Chevrolet       | Chevrolet Cruze I    | 8            | 2            | 3            | 1            | 4            | 151          | 4.º          |
| 2011      | Top Race V6                              | Sportteam                      | Mercedes-Benz C-203  | 13           | 4            | 6            | 2            | 6            | 90           | 1.º          |
| 2011      | Fórmula 3 Sudamericana                   | Hitech Racing Brazil           | Dallara-Berta        | 2            | 0            | 0            | 0            | 0            | 10           | 11.º         |
| 2011      | Torneo de invitados del TC Mouras        | JP Racing                      | Dodge Cherokee       | 1            | 0            | 0            | 0            | 0            | 1.5          | 34.º         |
| 2012      | Turismo Carretera                        | Canapino Sport                 | Chevrolet Chevy      | 7            | 0            | 0            | 1            | 2            | 137.75       | 8.º          |
| 2012      | Turismo Carretera                        | JL Kun 16 Carrera              | Chevrolet Chevy      | 8            | 0            | 1            | 1            | 2            | 137.75       | 8.º          |
| 2012      | Súper TC 2000                            | Equipo Chevrolet YPF           | Chevrolet Cruze I    | 13           | 0            | 0            | 0            | 0            | 82.5         | 12.º         |
| 2012      | Top Race V6                              | Sportteam                      | Mercedes-Benz C-204  | 12           | 4            | 4            | 2            | 9            | 70           | 1.º          |
| 2013      | Turismo Carretera                        | JL Kun 16 Carrera              | Chevrolet Chevy      | 5            | 1            | 0            | 1            | 1            | 235.25       | 24.º         |
| 2013      | Turismo Carretera                        | SpeedAgro Racing               | Chevrolet Chevy      | 11           | 0            | 0            | 0            | 0            | 235.25       | 24.º         |
| 2013      | Súper TC 2000                            | Equipo Chevrolet YPF           | Chevrolet Cruze I    | 12           | 3            | 5            | 1            | 4            | 149          | 4.º          |
| 2013      | Top Race V6                              | Sportteam                      | Mercedes-Benz C-204  | 12           | 3            | 1            | 1            | 6            | 78           | 1.º          |
| 2014      | Turismo Carretera                        | Jet Racing                     | Chevrolet Chevy      | 16           | 1            | 0            | 0            | 2            | 311          | 16.º         |
| 2014      | Súper TC 2000                            | Peugeot Lo Jack Team           | Peugeot 408          | 13           | 2            | 2            | 0            | 4            | 159          | 5.º          |
| 2014      | Top Race V6                              | Sportteam                      | Mercedes-Benz C-204  | 12           | 6            | 9            | 2            | 9            | 288          | 1.º          |
| 2014      | Top Race Series                          | Sportteam                      | Fiat Linea Series    | 1            | 1            | 0            | 0            | 1            | 0            | Inv.         |
| 2015      | Turismo Carretera                        | Jet Racing                     | Chevrolet Chevy      | 16           | 1            | 1            | 1            | 5            | 460.50       | 5.º          |
| 2015      | Top Race V6                              | Midas Racing Team              | Mercedes-Benz C-204  | 18           | 7            | 6            | 4            | 12           | 302          | 2.º          |
| 2015      | Súper TC 2000                            | Team Peugeot Total Argentina   | Peugeot 408          | 13           | 1            | 3            | 1            | 6            | 167          | 3.º          |
| 2015      | Top Race NOA                             | SDE Competición                | Fiat Linea NOA       | 1            | 0            | 0            | 0            | 0            | 0            | Inv.         |
| 2015      | Torneo de invitados del TC Mouras        | JP Racing                      | Chevrolet Chevy      | 2            | 1            | 0            | 1            | 0            | 26           | 14.º         |
| 2016      | Turismo Carretera                        | Jet Racing                     | Chevrolet Chevy      | 16           | 1            | 0            | 0            | 1            | 544.75       | 6.º          |
| 2016      | Top Race V6                              | MS Sportteam                   | Mercedes-Benz C-204  | 17           | 4            | 6            | 3            | 7            | 185          | 1.º          |
| 2016      | Súper TC 2000                            | Chevrolet YPF                  | Chevrolet Cruze I    | 8            | 2            | 1            | 1            | 4            | 248          | 1.º          |
| 2016      | Súper TC 2000                            | Chevrolet YPF                  | Chevrolet Cruze II   | 6            | 2            | 2            | 2            | 4            | 248          | 1.º          |
| 2016      | Torneo de invitados del TC Mouras        | Benavídez Racing Team          | Chevrolet Chevy      | 1            | 0            | 0            | 0            | 0            | 12,5         | 30.º         |
| 2017      | Turismo Carretera                        | Jet Racing                     | Chevrolet Chevy      | 15           | 1            | 0            | 1            | 7            | 682.75       | 1.º          |
| 2017      | Top Race V6                              | MS Sportteam                   | Mercedes-Benz C-204  | 15           | 5            | 6            | 3            | 9            | 202          | 1.º          |
| 2017      | Súper TC 2000                            | Chevrolet YPF                  | Chevrolet Cruze II   | 13           | 3            | 2            | 0            | 7            | 191          | 2.º          |
| 2018      | Turismo Carretera                        | SpeedAgro Racing               | Chevrolet Chevy      | 15           | 1            | 0            | 0            | 6            | 710          | 1.º          |
| 2018      | Top Race V6                              | MS Sportteam                   | Mercedes-Benz C-204  | 12           | 1            | 5            | 2            | 7            | 168          | 2.º          |
| 2018      | Súper TC 2000                            | Chevrolet YPF                  | Chevrolet Cruze II   | 19           | 2            | 6            | 5            | 10           | 230          | 2.º          |
| 2018      | Torneo de invitados del TC Mouras        | Edimax Racing                  | Chevrolet Chevy      | 1            | 0            | 0            | 0            | 0            | 0            | 61.º         |
| 2018      | Stock Car Brasil                         | Cimed Chevrolet Team           | Chevrolet Cruze II   | 1            | 0            | 0            | 0            | 0            | 5            | 32.º         |
| 2019      | Turismo Carretera                        | Canapino Sport                 | Chevrolet Chevy      | 15           | 2            | 1            | 1            | 4            | 634.75       | 1.º          |
| 2019      | Súper TC 2000                            | Chevrolet YPF                  | Chevrolet Cruze II   | 12           | 3            | 2            | 3            | 3            | 111          | 5.º          |
| 2019      | Top Race V6                              | MS Sportteam                   | Mercedes-Benz C-204  | 16           | 2            | 2            | 2            | 8            | 246          | 3.º          |
| 2019      | Stock Car Brasil                         | YPF Elaion                     | Chevrolet Cruze II   | 1            | 0            | 0            | 0            | 0            | 10           | 30.º         |
| 2019      | WeatherTech SportsCar Championship - DPi | Juncos Racing                  | Cadillac DPi-V.R     | 2            | 0            | 0            | 0            | 0            | 44           | 25.º         |
| 2020      | Turismo Carretera                        | Canapino Sport                 | Chevrolet Chevy      | 11           | 1            | 2            | 2            | 4            | 301          | 9.º          |
| 2020      | Súper TC 2000                            | Chevrolet YPF                  | Chevrolet Cruze II   | 19           | 3            | 1            | 2            | 9            | 150          | 2.º          |
| 2021      | Turismo Carretera                        | Squadra Canapino               | Chevrolet Chevy      | 15           | 1            | 1            | 0            | 5            | 461.50       | 3.º          |
| 2021      | Súper TC 2000                            | Chevrolet YPF                  | Chevrolet Cruze II   | 22           | 4            | 3            | 7            | 12           | 221          | 1.º          |
| 2022      | Turismo Carretera                        | JP Carrera                     | Chevrolet Chevy      | 15           | 3            | 5            | 6            | 6            | 451.25       | 3.º          |
| 2022      | TC2000                                   | Chevrolet YPF                  | Chevrolet Cruze II   | 20           | 3            | 4            | 7            | 9            | 243          | 3.º          |
| 2022      | Turismo Nacional - Clase 3               | MM Team                        | Chevrolet Cruze      | 1            | 0            | 0            | 0            | 1            | 0            | Inv.         |
| 2023      | IndyCar Series                           | Juncos Hollinger Racing        | Dallara IR18         | 17           | 0            | 0            | 0            | 0            | 180          | 21.º         |
| 2023      | Turismo Carretera                        | JP Carrera by Juncos Hollinger | Chevrolet Chevy      | 6            | 0            | 0            | 1            | 2            | 172.75       | 32.º         |
| 2024      | IndyCar Series                           | Juncos Hollinger Racing        | Dallara IR18         | 12           | 0            | 0            | 0            | 0            | 109          | 27.º         |
| 2024      | Turismo Carretera                        | Canning Motorsports            | Chevrolet Chevy      | Disputándose | Disputándose | Disputándose | Disputándose | Disputándose | Disputándose | Disputándose |
| Fuente:   |                                          |                                |                      |              |              |              |              |              |              |              |

## Palmarés
| Título  | Categoría                     | Modelo              | Año  |
| ------- | ----------------------------- | ------------------- | ---- |
| Campeón | Copa Mégane                   | Renault Mégane      | 2007 |
| Campeón | TC Pista                      | Chevrolet Chevy     | 2008 |
| Campeón | Turismo Carretera             | Chevrolet Chevy     | 2010 |
| Campeón | Torneo Clausura 2010 del TRV6 | Mercedes-Benz C-203 | 2010 |
| Campeón | Top Race V6                   | Mercedes-Benz C-203 | 2011 |
| Campeón | Top Race V6                   | Mercedes-Benz C-204 | 2012 |
| Campeón | Top Race V6                   | Mercedes-Benz C-204 | 2013 |
| Campeón | Top Race V6                   | Mercedes-Benz C-204 | 2014 |
| Campeón | Súper TC 2000                 | Chevrolet Cruze     | 2016 |
| Campeón | Top Race V6                   | Mercedes-Benz C-204 | 2016 |
| Campeón | Turismo Carretera             | Chevrolet Chevy     | 2017 |
| Campeón | Top Race V6                   | Mercedes-Benz C-204 | 2017 |
| Campeón | Turismo Carretera             | Chevrolet Chevy     | 2018 |
| Campeón | Turismo Carretera             | Chevrolet Chevy     | 2019 |
| Campeón | Súper TC 2000                 | Chevrolet Cruze     | 2021 |
| Fuente: |                               |                     |      |

### Premios y reconocimientos
- Olimpia de Plata 2010 en automovilismo.
- Olimpia de Plata 2017 en automovilismo.
- Olimpia de Plata 2018 en automovilismo.
- Olimpia de Oro 2018, deportista destacado.
- Olimpia de Plata 2019 en automovilismo.
- Premio Konex de Platino 2020 en automovilismo.

## Resultados

### Turismo Competición 2000
| Año  | Equipo                   | Auto                 | 1   | 2   | 3   | 4   | 5   | 6   | 7   | 8   | 9   | 10  | 11    | 12    | 13  | 14  | 15  | 16  | 17  | 18  | 19  | 20     | 21     | 22  | Res. | Puntos |
| ---- | ------------------------ | -------------------- | --- | --- | --- | --- | --- | --- | --- | --- | --- | --- | ----- | ----- | --- | --- | --- | --- | --- | --- | --- | ------ | ------ | --- | ---- | ------ |
| 2007 |                          |                      | CR  | GR  | BB  | SMM | SJU | SP  | AG  | SFE | SRA | VIE | BA    | OBE   | SL  | PDE |     |     |     |     |     |        |        |     | -    | -      |
| 2007 | DTA                      | Chevrolet Astra II   |     |     |     |     |     |     |     |     |     |     |       |       | Ret |     |     |     |     |     |     |        |        |     | -    | -      |
| 2008 |                          |                      | PAR | SAL | GR  | SFE | SJU | RES | AG  | BA  | OBE | TRH | VIE   | SMM   | PDF | PDE |     |     |     |     |     |        |        |     | 17.º | 10     |
| 2008 | DTA Power Tools          | Chevrolet Astra II   | Ret | Ret | 7   | Ret | Ret | 11  | 21† | Ret | 13  | 12  | Ret   | Ret   | 14  | 8   |     |     |     |     |     |        |        |     | 17.º | 10     |
| 2009 |                          |                      | AG  | GR  | OBE | SMM | TRH | RES | BA  | CEN | SFE | SFE | SJU   | SJU   | PDF |     |     |     |     |     |     |        |        |     | -    | -      |
| 2009 | Equipo Petrobras         | Honda Civic VIII     |     |     |     |     | 5   |     | 8   |     |     |     |       |       | 3   |     |     |     |     |     |     |        |        |     | -    | -      |
| 2010 |                          |                      | PDE | SMM | GR  | AG  | RES | TRH | LR  | SFE | SFE | CEN | OBE   | BA    | PDF |     |     |     |     |     |     |        |        |     | -    | -      |
| 2010 | Toyota Team Argentina    | Toyota Corolla X     |     |     |     |     |     |     |     |     |     |     |       | 2     |     |     |     |     |     |     |     |        |        |     | -    | -      |
| 2011 |                          |                      | GR  | SFE | SFE | SMM | SJU | RES | AG  | TRH | LPL | TRE | JUN   | PDF   | PAR |     |     |     |     |     |     |        |        |     | 4.º  | 151    |
| 2011 | Equipo Oficial Chevrolet | Chevrolet Vectra III | 8   | WD  | WD  |     |     |     |     |     |     |     |       |       |     |     |     |     |     |     |     |        |        |     | 4.º  | 151    |
| 2011 | Equipo Oficial Chevrolet | Chevrolet Cruze I    |     |     |     | NL  | 12  | 12  | 1   | 12  | Ret | 1   | 6     | 3     | 2   |     |     |     |     |     |     |        |        |     | 4.º  | 151    |
| 2022 |                          |                      | SFE | SFE | BB  | BB  | CON | CON | NEU | NEU | TRH | TRH | COR I | COR I | RAF | RAF | SNI | SNI | SJU | SJU | BUE | COR II | COR II | CDU | 3.º  | 243    |
| 2022 | Chevrolet YPF            | Chevrolet Cruze II   | Ret | Ret | 1   | 1   | 9   | 1   | 8   | 4   | 2   | 2   | DSQ   | DSQ   | 5   | Ret | Ret | 2   | 2   | 2   | 13  |        |        | 2   | 3.º  | 243    |

#### Copa Endurance Series
| Año  | Equipo           | Auto             | 1   | 2  | 3   | Res. | Puntos |
| ---- | ---------------- | ---------------- | --- | -- | --- | ---- | ------ |
| 2009 |                  |                  | TRH | BA | PDF | 4.º  | 32     |
| 2009 | Equipo Petrobras | Honda Civic VIII | 5   | 8  | 2   | 4.º  | 32     |

### Súper TC 2000
| Año  | Equipo                       | Auto               | 1    | 2    | 3     | 4     | 5    | 6    | 7     | 8     | 9      | 10     | 11    | 12    | 13    | 14    | 15    | 16  | 17   | 18   | 19    | 20    | 21    | 22   | Res. | Puntos    |
| ---- | ---------------------------- | ------------------ | ---- | ---- | ----- | ----- | ---- | ---- | ----- | ----- | ------ | ------ | ----- | ----- | ----- | ----- | ----- | --- | ---- | ---- | ----- | ----- | ----- | ---- | ---- | --------- |
| 2012 |                              |                    | AG   | BA   | ROS   | SJU   | GR   | OBE  | RAF   | SMM   | RC     | SFE    | SFE   | SAL   | PDF   |       |       |     |      |      |       |       |       |      | 12.º | 82,5      |
| 2012 | Chevrolet YPF                | Chevrolet Cruze I  | 11†  | Ret  | 6     | 16†   | 4    | 8    | 5     | 15    | Ret    | 8      | Ret   | 6     | Ret   |       |       |     |      |      |       |       |       |      | 12.º | 82,5      |
| 2013 |                              |                    | BA   | ROS  | SJU   | TOA   | AG   | TRH  | JUN   | SFE   | GR     | LP     | SMM   | PDF   |       |       |       |     |      |      |       |       |       |      | 4.º  | 149       |
| 2013 | Equipo YPF Chevrolet         | Chevrolet Cruze I  | Ret  | 10   | 20†   | 6     | 1    | 24†  | Ret   | 17†   | 1      | 2      | 1     | Ret   |       |       |       |     |      |      |       |       |       |      | 4.º  | 149       |
| 2014 |                              |                    | RAF  | VIE  | AG    | ROS   | TOA  | BA   | RES   | SFE   | SFE    | SJU    | TRH   | COD   | PDF   |       |       |     |      |      |       |       |       |      | 5.º  | 159       |
| 2014 | Peugeot Lo Jack Team         | Peugeot 408 I      | 16   | 5    | Ret   | 3     | 1    | 15†  | 4     | 14†   | 2      | 5      | Ret   | 1     | Ex.   |       |       |     |      |      |       |       |       |      | 5.º  | 159       |
| 2015 |                              |                    | JUN  | ROS  | OBE   | TRH   | RAF  | SL I | SFE   | SFE   | TOA    | GR     | SMM   | AG    | SL II |       |       |     |      |      |       |       |       |      | 3.º  | 167       |
| 2015 | Team Peugeot Total Argentina | Peugeot 408 I      | 3    | 3    | 21†   | 12    | 2    | Ret  | 6     | 1     | 9      | 22     | 6     | 10    | 3     |       |       |     |      |      |       |       |       |      | 3.º  | 167       |
| 2016 |                              |                    | TRE  | ROS  | SMM   | AG I  | TRH  | OBE  | BA    | SFE   | SFE    | TOA    | SJU   | GR    | GR    | AG II |       |     |      |      |       |       |       |      | 1.º  | 248       |
| 2016 | YPF Chevrolet                | Chevrolet Cruze I  | 4    | 2    | 4     | 10    | 13   | 3    | 1     | 1     | 1      |        |       |       |       |       |       |     |      |      |       |       |       |      | 1.º  | 248       |
| 2016 | YPF Chevrolet                | Chevrolet Cruze II |      |      |       |       |      |      |       |       |        | 6      | Ret   | 3     | 2     | 1     |       |     |      |      |       |       |       |      | 1.º  | 248       |
| 2017 |                              |                    | BA I | PDF  | SMM   | ROS   | ROS  | TRH  | RAF   | OBE   | SFE    | SFE    | BA II | SJU   | GR    | AG    |       |     |      |      |       |       |       |      | 2.º  | 191       |
| 2017 | YPF Chevrolet                | Chevrolet Cruze II | Ret  | 2    | 3     | 4     | 1    | Ex.  | Ret   | 6     | 3      | Ret    | 13    | 8     | 2     | 1     |       |     |      |      |       |       |       |      | 2.º  | 191       |
| 2018 |                              |                    | BA I | ROS  | ROS   | SMM   | PDF  | RAF  | SJU   | OBE   | SFE    | SFE    | TRH   | SNI   | BA II | AG    |       |     |      |      |       |       |       |      | 2.º  | 230       |
| 2018 | Chevrolet YPF                | Chevrolet Cruze II | Ret  | 5    | 2     | 2     | 6    | 3    | 2     | 1     | Ret    | 1      | 4     | 2     | Ret   | 2     |       |     |      |      |       |       |       |      | 2.º  | 230       |
| 2019 |                              |                    | AG   | GR   | VIL   | ROS   | PAR  | SAL  | SNI   | SJU   | SMM    | SMM    | BA    | RC    | CEN   |       |       |     |      |      |       |       |       |      | 5.º  | 111       |
| 2019 | Chevrolet YPF                | Chevrolet Cruze II | 4    | 4    | Ret   | 5     | 15   |      | 8     | Ret   | 1      | 1      | Ret   | 4     | 1     |       |       |     |      |      |       |       |       |      | 5.º  | 111       |
| 2020 |                              |                    | BA I | BA I | BA II | BA II | AG I | AG I | AG II | AG II | BA III | BA III | BA IV | BA IV | RC    | RC    | PAR   | PAR | BA V | BA V | BA VI |       |       |      | 2.º  | 150 (177) |
| 2020 | Chevrolet YPF                | Chevrolet Cruze II | 2    | 1    | 7     | 4     | 7    | 6    | 8     | 2     | 12     | 2      | 2     | 4     | 8     | 4     | Ex.   | 3   | 3    | 1    | 1     |       |       |      | 2.º  | 150 (177) |
| 2021 |                              |                    | BA I | BA I | BA II | BA II | AG   | AG   | SNI   | SNI   | BA III | BA III | PAR   | PAR   | TOA   | TOA   | BA IV | VIL | VIL  | ROS  | ROS   | AG II | AG II | BA V | 1.º  | 221 (228) |
| 2021 | Chevrolet YPF                | Chevrolet Cruze II | 16   | 11   | 1     | 1     | 4    | 7    | 14    | 6     | 4      | 2      | 2     | 5     | 2     | 3     | 2     | 3   | 1    | 2    | 1     | 4     | 4     | 3    | 1.º  | 221 (228) |

### WeatherTech SportsCar Championship
(Clave) (negrita indica pole position) (cursiva indica vuelta rápida)

| Año     | Equipo        | Clase | Chasis           | Motor             | 1     | 2      | 3   | 4   | 5   | 6   | 7   | 8   | 9   | 10  | Pos. | Puntos |
| ------- | ------------- | ----- | ---------------- | ----------------- | ----- | ------ | --- | --- | --- | --- | --- | --- | --- | --- | ---- | ------ |
| 2019    | Juncos Racing | DPi   | Cadillac DPi-V.R | Cadillac 5.5 L V8 | DAY 8 | SEB 10 | LBH | MDO | DET | WGL | MOS | ELK | LGA | PET | 25.º | 44     |
| Fuente: |               |       |                  |                   |       |        |     |     |     |     |     |     |     |     |      |        |

### 24 Horas de Daytona
| Año     | Equipo        | Copilotos                         | Automóvil        | Clase | Vueltas | Pos. | Pos. Clase |
| ------- | ------------- | --------------------------------- | ---------------- | ----- | ------- | ---- | ---------- |
| 2019    | Juncos Racing | Will Owen René Binder Kyle Kaiser | Cadillac DPi-V.R | DPi   | 555     | 29.º | 8.º        |
| Fuente: |               |                                   |                  |       |         |      |            |

### IndyCar Series
(Clave) (negrita indica pole position) (cursiva indica vuelta rápida)

| Año     | Escudería               | Motor     | 1      | 2      | 3      | 4      | 5      | 6       | 7      | 8      | 9      | 10     | 11     | 12     | 13     | 14     | 15     | 16     | 17     | 18  | Pos. | Puntos |
| ------- | ----------------------- | --------- | ------ | ------ | ------ | ------ | ------ | ------- | ------ | ------ | ------ | ------ | ------ | ------ | ------ | ------ | ------ | ------ | ------ | --- | ---- | ------ |
| 2023    | Juncos Hollinger Racing | Chevrolet | STP 12 | TXS 12 | LBH 25 | ALA 26 | IMS 21 | INDY 26 | DET 14 | ROA 19 | MDO 23 | TOR 12 | IOW 16 | IOW 26 | NSH 20 | IMS 21 | GAT 22 | POR 26 | LAG 14 |     | 21.º | 180    |
| 2024    | Juncos Hollinger Racing | Chevrolet | STP 16 | THE 10 | LBH 15 | ALA 20 | IGP 21 | INDY 22 | DET 12 | ROA    | LAG 18 | MDO 22 | IOW 26 | IOW 25 | TOR 26 | GAT    | POR    | MIL    | MIL    | NSH | 27.º | 109    |
| Fuente: |                         |           |        |        |        |        |        |         |        |        |        |        |        |        |        |        |        |        |        |     |      |        |

#### 500 Millas de Indianápolis
| Año     | Chasis  | Motor     | Inicio | Final | Equipo                  |
| ------- | ------- | --------- | ------ | ----- | ----------------------- |
| 2023    | Dallara | Chevrolet | 26     | 26    | Juncos Hollinger Racing |
| 2024    | Dallara | Chevrolet | 22     | 22    | Juncos Hollinger Racing |
| Fuente: |         |           |        |       |                         |

### Citas
1. 1 2  «Canapino joins Juncos Hollinger for 2023 IndyCar season». RACER (en inglés estadounidense). 12 de enero de 2023. Consultado el 12 de enero de 2023.
2. 1 2 3 4 5 6 7  «Agustín Canapino | Racing career profile | Driver Database». www.driverdb.com (en inglés). Consultado el 12 de enero de 2023.
3. ↑  «IndyCar y la Argentina: medio siglo después, un auto de la categoría estadounidense visitará el país, con Agustín Canapino al volante». La Nación. 4 de octubre de 2022. Consultado el 11 de enero de 2023.
4. ↑  Pruett, Marshall (12 de octubre de 2022). «Blomqvist tops five-car IndyCar test at Sebring». Racer (en inglés). Consultado el 11 de enero de 2023.
5. ↑  «El mensaje de Agustín Canapino a IndyCar: un sueño de pasión y sin fronteras». La Nación. 8 de noviembre de 2022. Consultado el 11 de enero de 2023.
6. ↑  «Canapino llega a la IndyCar en 2023 con Juncos Racing». lat.motorsport.com. Consultado el 12 de enero de 2023.
7. ↑  Palma, Facundo De. «Agustín Canapino campeón: "La vida me tenía preparado este momento"». www.clarin.com. Consultado el 7 de junio de 2017.
8. ↑  «MATÍAS CANAPINO». Asociación Corredores de Turismo Carretera (ACTC). Consultado el 15 de febrero de 2023.
9. ↑  «Standings | WeatherTech SportsCar Championship». WeatherTech SportsCar Championship (en inglés). Archivado desde el original el 4 de enero de 2019. Consultado el 14 de mayo de 2019.
10. ↑  «Current Results | WeatherTech SportsCar Championship». WeatherTech SportsCar Championship (en inglés). Archivado desde el original el 14 de noviembre de 2019. Consultado el 14 de mayo de 2019.
11. ↑  «Agustín Canapino». IndyCar (en inglés). Consultado el 28 de mayo de 2023.